# Старое Барятино
Старое Барятино (баш. Иҫке Барятин) — село в Стерлитамакском районе Республики Башкортостан Российской Федерации. Входит в состав Казадаевского сельсовета. 

## География

### Географическое положение
Расстояние до:
- районного центра (Стерлитамак): 11 км,
- центра сельсовета (Новое Барятино): 2 км,
- ближайшей ж/д станции (Стерлитамак): 11 км.

## Население
| 2002 | 2009 | 2010 |
| ---- | ---- | ---- |
| 26   | ↗50  | ↘33  |

### Национальный состав
Согласно переписи 2002 года, преобладающая национальность — русские (84 %).